# Tinamotis
Tinamotis je rod ptica iz porodice tinamuovki. Ima dvije vrste, patagonski tinamu i punski tinamu. Velike su 35-41 cm. Sivkaste su boje. Žive u savanama Južne Amerike. Populacija im je stabilna, nisu ugrožene vrste. Punski tinamu se često pojavljuje na bolivijskim poštanskim markama.  

## Vanjske poveznice
|  | Zajednički poslužitelj ima još gradiva o temi Tinamotis |
|  | Wikivrste imaju podatke o taksonu Tinamotis             |